# Baldriga d'Audubon
La baldriga d'Audubon (Puffinus lherminieri) és un ocell marí de la família dels procel·làrids (Procellariidae) que habita la zona tropical de l'Atlàntic occidental i el Carib. Cria a les Antilles, Bahames i illes properes a Amèrica Central i Veneçuela.